# Albrecht von Sanitz
Albrecht Karl Louis Theodor von Sanitz (* 25. November 1830 in Münster; † 21. Februar 1890 in Berlin) war ein preußischer Generalleutnant.

## Leben

### Herkunft
Albrecht war Angehöriger des neumärkischen Adelsgeschlechts von Sanitz. Er war ein Sohn des preußischen Hauptmanns und Rendanten des Traindepots in Münster Hans von Sanitz (1782–1837) und dessen Ehefrau Charlotte Wilhelmine, geborene Klanke (1801–1878).

### Militärkarriere
Sanitz besuchte die Kadettenhäuser in Bensberg und Berlin. Anschließend wurde er am 1. April 1848 als charakterisierter Portepeefähnrich im 17. Infanterie-Regiment der Preußischen Armee angestellt. Sanitz nahm 1849 während der Niederschlagung der Badischen Revolution an den Kämpfen bei Philippsburg, Waghäusel, Bischweier und Kuppenheim teil. Als Sekondeleutnant war er von Mitte März 1852 bis Mitte November 1853 zum Lehr-Infanterie-Bataillon sowie ab April 1854 für drei Jahre zur Schulabteilung des Bataillons kommandiert. Mitte November 1857 avancierte Sanitz zum Premierleutnant und war von März 1858 bis Januar 1860 als Kompanieführer beim I. Bataillon des 17. Landwehr-Regiments kommandiert. Am 13. November 1859 wurde er zum Hauptmann befördert und am 23. Februar 1861 zum Kompaniechef ernannt. Während des Deutschen Krieges war Sanitz 1866 als Kompanieführer beim Ersatz-Bataillon seines Regiments tätig.
Am 25. September 1867 folgte seine Versetzung in das 7. Thüringische Infanterie-Regiment Nr. 96 und mit der Beförderung zum Major wurde Sanitz am 10. Oktober 1868 etatsmäßiger Stabsoffizier ernannt. Am 10. Mai 1870 kam er dann in das Garde-Füsilier-Regiment. Als Kommandeur des III. Bataillons nahm er an den Kämpfen bei Gravelotte und Beaumont sowie an den Belagerungen von Metz und Paris teil. In der Schlacht bei Sedan gelang es seinen Truppen, mehrere hunderte französische Gefangene zu machen und den Adler des französischen 17. Infanterieregiments sowie acht Geschütze zu erbeuten. Für seine Leistungen erhielt Sanitz beide Klassen des Eisernen Kreuzes.
Nach dem Friedensschluss stieg er zum Oberstleutnant auf und war im Sommer 1874 zu den russischen Militärmanövern bei Warschau und Sankt Petersburg kommandiert. Nach seiner Beförderung zum Oberst fungierte Sanitz vom 18. Mai 1876 bis zum 13. Mai 1881 als Kommandeur des 4. Garde-Regiments zu Fuß. Anschließend stellte man ihn à la suite des Regiments und ernannte Sanitz zum Inspekteur der Infanterieschulen. In dieser Stellung wurde er am 13. September 1882 zum Generalmajor befördert. Am 18. Januar 1887 beauftragte man ihn dann mit der Wahrnehmung der Geschäfte als Gouverneur von Köln. Mit seiner Beförderung zum Generalleutnant wurde Sanitz am 22. März 1887 zum Gouverneur der Stadt ernannt und am 5. Mai 1888 für sein Wirken mit dem Stern zum Roten Adlerorden II. Klasse mit Eichenlaub ausgezeichnet. Ab Juni 1888 gehörte er einer Kommission für die Umarbeitung des Exerzierreglements für die Infanterie an. Aufgrund seines angegriffenen Gesundheitszustandes reichte Sanitz seinen Abschied ein und wurde am 18. August 1888 mit der gesetzlichen Pension unter Verleihung des Kronenordens I. Klasse zur Disposition gestellt.
Nach seiner Verabschiedung zog Sanitz nach Berlin, wo er unverheiratet starb und am 24. Februar 1890 auf dem Invalidenfriedhof beigesetzt wurde. Das Grab ist nicht erhalten.